# FlashForward
FlashForward és una sèrie nord-americana de ciència-ficció de la cadena ABC estrenada el 2009. Està basada en la novel·la homònima del canadenc Robert J. Sawyer. Els productors executius són David S. Goyer i Brannon Braga. Es va estrenar el 24 de setembre.

## Argument
En el transcurs d'un dia qualsevol, tota la població mundial perd el coneixement durant 2 minuts i 17 segons en els quals cada persona tindrà una visió de la seva pròpia vida d'aquí a 6 mesos, concretament el 29 d'abril de 2010.
L'agent de l'FBI de Los Angeles Mark Benford intentarà investigar el que ha passat. Amb el seu equip, recopilarà tots els flashforwards de tot el món en una base de dades anomenada Mosaic Collective.
Durant la investigació trobaran pistes sobre persones que misteriosament no es van desmaiar com la resta del món i que poden tenir alguna relació amb l'incident.

## Episodis
| Temporada | Temporada | Episodis | data original de emissió |
| --------- | --------- | -------- | ------------------------ |
|           | 1         | 25       | 2009-2010                |

### Primera temporada
1. S'han acabat els dies bons
2. La Blanques juguen
3. 137 segons
4. Cigne negre
5. Digues alguna cosa que sigui veritat
6. Scary Monsters i Super Creeps
7. El regal
8. Jugant a les cartes amb una guineu
9. Creure
10. A561984
11. Revelació zero (Part 1)
12. Revelació zero (Part 2)